# نمایه کتاب‌شناختی
نمایه کتاب‌شناختی نوعی کتاب‌شناسی است که امکان جستجو در متون، به عنوان مثال متون در حوزه‌ها و رشته‌های مختلف دانشگاهی را می‌دهد، همچنین به جستجو در میان آثاری که در قالب خاص ادبی هستند (به عنوان مثال نمایه سرگذشتنامه‌ای) یا آثاری که در فرمت خاصی منتشر می‌شوند (به عنوان مثال چکیده نامه‌های روزنامه‌ها)، یا آثاری که به تجزیه و تحلیل محتوای انتشارات سریالی می‌پردازند (به عنوان مثال نمایه نیویورک تایمز) کمک می‌کند. این نوع نمایه‌ها در قالب‌های چاپی به صورت دوره‌ای (ماهانه، فصلی و در همکرد سالیانه)، آن‌لاین یا هر دو منتشر می‌شوند. از دهه ۱۹۷۰ نمایه‌های کتاب‌شناختی از به صورت خروجی از پایگاه‌های کتاب‌شناختی تولید می‌شوند (در حالی که پیش از این، آنها به صورت دستی در قالب کارت‌های نمایه تولید می‌شدند).
استنادات معمولاً توسط نویسنده و موضوع در بخش‌های جداگانه لیست می‌شوند، یا در یک بخش واحد به صورت الفبایی تحت یک نظام سرعنوان‌های مجاز، که با عنوان واژگان کنترل شده شناخته شده‌است، مرتب شده و در طول زمان توسط سرویس نمایه‌سازی توسعه می‌یابند.
در بسیاری از دیدگاه‌ها، نمایه با فهرست مترادف است و از نظر اصول تجزیه و تحلیل با هم یکسان هستند؛ اما در حالی که یک مدخل نمایه، صرفاً مکان یک موضوع را نشان می‌دهد، و مدخل فهرست شامل مشخصات توصیفی از یک سند مرتبط با موضوع می‌باشد.